# Karlskrona község
Karlskrona község (svédül: Karlskrona kommun), a svédországi Blekinge megye egyik alapfokú közigazgatási egysége. A községnek 2015. szeptember 30-án 65 153 lakosa volt. A lakosság száma szerint a 34. legnagyobb község az országban, Kalmar után és Mölndal előtt.
A község határai nyugaton Ronneby község, északon Emmaboda és Torsås községek valamint Kalmar megye (Småland tartomány). Délen és keleten szigetek és a tenger határolják.

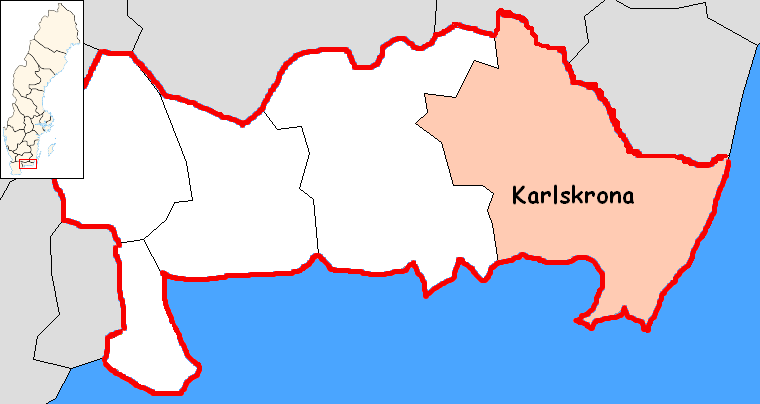
Karlskrona község, Blekinge megyében

## Közigazgatási története
A község területe megfelel a korábbi Aspö (1888-tól), Augerum, Fridlevstad, Hasslö (1888-tól), Jämjö, Kristianopel, Lyckeby, Lösen, Nättraby, Ramdala, Rödeby, Sillhövda, Sturkö, Tjurkö, Torhamn és Tving sockenek területének. Ezekből alakultak az 1862-es községreformáláskor az azonos nevű vidéki települések, Hasslö és Aspö kivételével. Karlskrona város 1863-ban egy városközséget képzett. Hasslö és Aspö együtt egy vidéki községé alakultak 1888-ban és ismét különváltak 1925-ben.
Långö önkormányzati egység 1908-ban jött létre és 1933–34-ben feloszlatták, amikor Augerum egy része beolvadt Karlskrona városába. Kristianopel önkormányzati egység 1924-ben alakult és 1951–52-ben oszlott fel.
Az 1952-es községi reform különböző összevonásokat eredményezett. 1963-ban megszűnt Tving vidéki község és a terület Fridlevstad vidéki községhez csatolódott. Ugyanakkor Sturkö és Ramdala pedig Jämjö vidéki községhez.
1967-ben Lyckeby beolvadt a városba. Karlskrona község az 1971-es községi reformmal jött létre, Karlskrona város átalakításával .
1974-ben Hasslö, Nättraby, Jämjö, Rödeby és Fridlevstad községek is csatlakoznak a községhez. A község 2001-ig a Karlskrona kerületi bíróság hatáskörébe tartozott és azóta a Blekinge kerületi bíróság az illetékes.

### Címer
A kék mezőben egy királyi koronás horgonyra, rajta XI. Károly svéd király monogramja, mindezek arany színben.
A városnak, mind a neve mind a címere az alapítóját idézi. A címer eredetileg egy pecsét volt, de címerként is használták.
A hosszadalmas községi reformálás után, amely 1974-ben fejeződött be, jegyeztette be Karlskrona a címert a PRV-nél (Patent- och Registreringverket).
A korábban címerrel rendelkező települések (Fridlevstad, Jämjö, Lyckeby és Nättraby) címerei az egyesülés után érvénytelenné váltak.
Korábbi címerek

Karlskrona város (1943-70)
Fridlevstad (1954-73)
Jämjö (1964-73)
Nättraby (1957-63)
Lyckeby (1958-66

## Népesség alakulása
| Karlskrona község népessége (1970-2015) | Karlskrona község népessége (1970-2015) | Karlskrona község népessége (1970-2015) | Karlskrona község népessége (1970-2015) | Karlskrona község népessége (1970-2015) |
| --------------------------------------- | --------------------------------------- | --------------------------------------- | --------------------------------------- | --------------------------------------- |
| Év                                      |                                         |                                         |                                         | Fő                                      |
| 1970                                    | 1970                                    |                                         | 59 209                                  | 59 209                                  |
| 1975                                    | 1975                                    |                                         | 60 013                                  | 60 013                                  |
| 1980                                    | 1980                                    |                                         | 60 141                                  | 60 141                                  |
| 1985                                    | 1985                                    |                                         | 59 393                                  | 59 393                                  |
| 1990                                    | 1990                                    |                                         | 59 054                                  | 59 054                                  |
| 1995                                    | 1995                                    |                                         | 60 592                                  | 60 592                                  |
| 2000                                    | 2000                                    |                                         | 60 564                                  | 60 564                                  |
| 2005                                    | 2005                                    |                                         | 61 383                                  | 61 383                                  |
| 2010                                    | 2010                                    |                                         | 64 032                                  | 64 032                                  |
| 2015                                    | 2015                                    |                                         | 65 153                                  | 65 153                                  |
| Forrás:Statistiska Centralbyrån         |                                         |                                         |                                         |                                         |

## Települések
Jelenleg (2013) Karlskrona községnek 18 ”sűrűn lakott” és 29 kisebb települése van.
Települések és a lakosságuk száma 2014. december 31-én.
| #  | Település                | Lakosság |
| -- | ------------------------ | -------- |
| 1  | Karlskrona               | 35 386   |
| 2  | Rödeby                   | 3 431    |
| 3  | Nättraby                 | 3 276    |
| 4  | Jämjö                    | 2538     |
| 5  | Hasslö                   | 1628     |
| 6  | Sturkö                   | 1415     |
| 7  | Skillingenäs/Färmanstorp | 853      |
| 8  | Fridlevstad              | 681      |
| 9  | Trummenäs/Gängletorp     | 585      |
| 10 | Tving                    | 463      |
| 11 | Spjutbygd/Bostorp        | 381      |
| 12 | Fågelmara                | 373      |
| 13 | Torhamn/Sandhamn         | 370      |
| 14 | Holmsjö                  | 360      |
| 15 | Kättismåla               | 225      |
| 16 | Drottningskär            | 203      |
| 17 | Sjuhalla                 | 200      |
| 18 | Nävragöl                 | 181      |
| 19 | Ramdala                  | 164      |

| #  | Település                   | Lakosság |  | #  | Település           | Lakosság |
| -- | --------------------------- | -------- |  | -- | ------------------- | -------- |
| 1  | Kristianopel                | 155      |  | 15 | Öljersjö            | 66       |
| 2  | Möcklö                      | 115      |  | 16 | Mjövik              | 66       |
| 3  | Stensnäset                  | 110      |  | 17 | Gredeby             | 64       |
| 4  | Alstugorna                  | 107      |  | 18 | Rosenhill           | 63       |
| 5  | Saleboda                    | 106      |  | 19 | Fjärdsjömåla        | 62       |
| 6  | Lösen                       | 103      |  | 20 | Lyckeåborg          | 60       |
| 7  | Björkeryd                   | 99       |  | 21 | Hagbo och Björkhaga | 59       |
| 8  | Brömsebro                   | 99       |  | 22 | Östra Rödeby        | 59       |
| 9  | Stengöl och del av Svensgöl | 88       |  | 23 | Sälleryd            | 58       |
| 10 | Strömsberg                  | 80       |  | 24 | Målarna             | 54       |
| 11 | Mältan                      | 78       |  | 25 | Svanhalla           | 54       |
| 12 | Sjötorp                     | 78       |  | 26 | Alnaryd             | 53       |
| 13 | Grönadal                    | 71       |  | 27 | Fäjö                | 50       |
| 14 | Torsnäs                     | 68       |  |    |                     |          |

### Közigazgatási kerületek

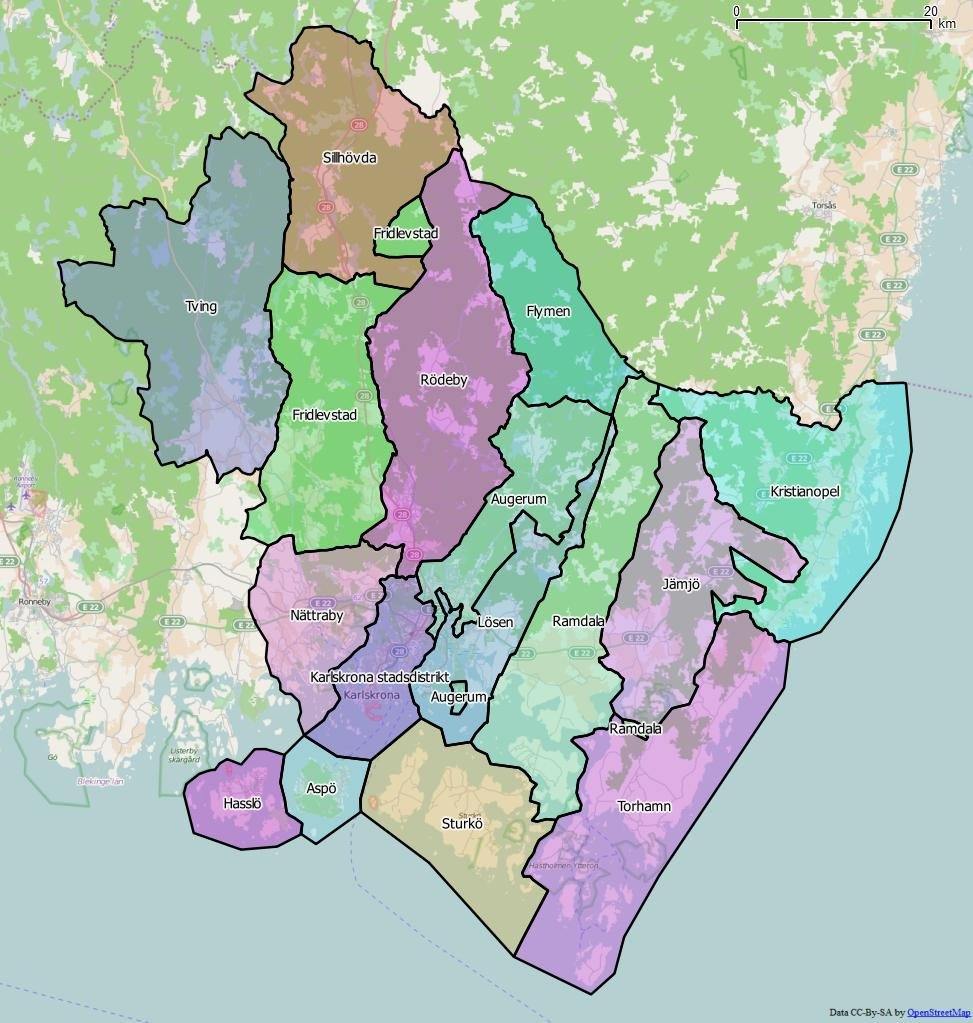
Közigazgatási kerületek Karlskrona községben

| - Aspö - Fridlevstad - Hasslö - Jämjö - Karlskrona város - Kristianopel - Lyckå - Nättraby - Ramdala - Rödeby - Sillhövda - Sturkö - Torhamn - Tving |

## Testvérvárosok
Karlskrona-nak 7 testvérvárosa van:
- Loviisa, Finnország
- Ólafsfjörður, Izland
- Klaipėda, Litvánia
- Gdynia, Lengyelország
- Rostock, Németország
- Dienvidkurzeme, Lettország
- Csortkiv, Ukrajna[nincs a forrásban]

## Fordítás
- Ez a szócikk részben vagy egészben  a   Karlskrona kommun című svéd Wikipédia-szócikk fordításán alapul.  Az eredeti cikk szerkesztőit annak laptörténete sorolja fel. Ez a jelzés csupán a megfogalmazás eredetét és a szerzői jogokat jelzi, nem szolgál a cikkben szereplő információk forrásmegjelöléseként.
- Ez a szócikk részben vagy egészben  a   Karlskrona Municipality című angol Wikipédia-szócikk fordításán alapul.  Az eredeti cikk szerkesztőit annak laptörténete sorolja fel. Ez a jelzés csupán a megfogalmazás eredetét és a szerzői jogokat jelzi, nem szolgál a cikkben szereplő információk forrásmegjelöléseként.